# دیوان عالی ایسلند

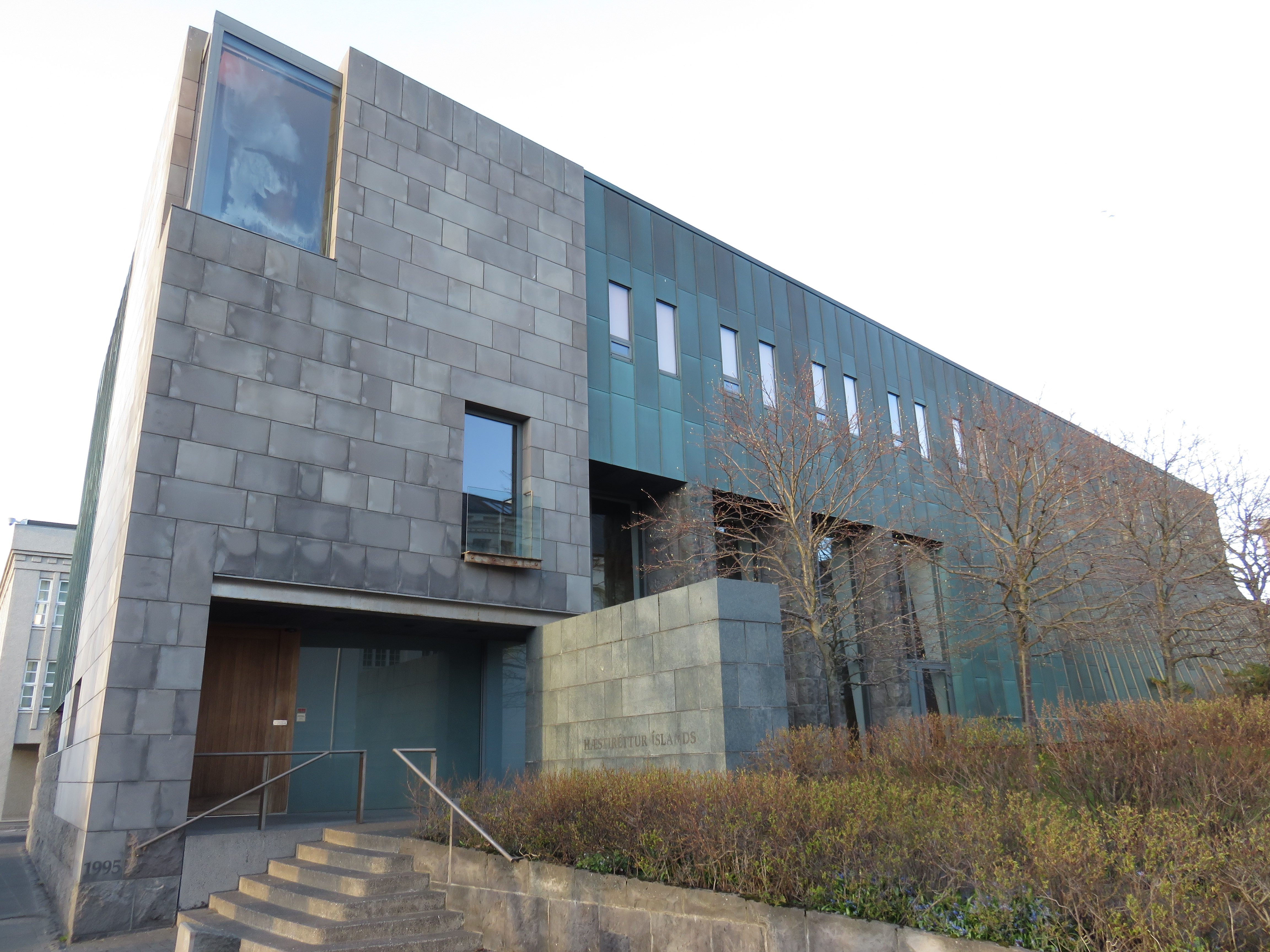
ساختمان دیوان عالی ایسلند در سال ۲۰۱۸ میلادی

دیوان عالی ایسلند (به انگلیسی: Supreme Court of Iceland) بالاترین نهاد قضایی در این کشور می‌باشد.
طبق قانون اساسی ایسلند دستگاه قضایی این کشور شامل رؤسای دادگاه‌های ناحیه‌ای (استان‌ها) و محلی که به‌طور مستقیم توسط وزیر دادگستری منصوب می‌شوند. البته بررسی تصمیمات اتخاذ شده توسط این دادگاه‌ها با دادگاه عالی کشور است که دارای ۸ عضو دائمی می‌باشد. البته این کشور دارای دادگاه‌های ویژه دیگری نیز می‌باشد که مسئولیت رسیدگی به اختلافات کارگران و همچنین بررسی اعتراضات و تخطی کارمندان دولت را برعهده دارند.